# Grand Prix de Denain 1977
La 19e édition du Grand Prix de Denain a eu lieu le 12 avril 1977. Elle a été remportée par le Français Robert Mintkiewicz.

## Classement final
Robert Mintkiewicz remporte la course.
| Classement final, | Classement final,      | Classement final, | Classement final,      | Classement final, |
|                   | Coureur                | Pays              | Équipe                 | Temps             |
| ----------------- | ---------------------- | ----------------- | ---------------------- | ----------------- |
| 1er               | Robert Mintkiewicz     | France            | Gitane-Campagnolo      |                   |
| 2e                | Serge Van Daele        | Belgique          | Maes Pils-Mini Flat    |                   |
| 3e                | Albert Van Vlierberghe | Belgique          | Flandria-Velda-Latina  |                   |
| 4e                | André Dierickx         | Belgique          | Maes Pils-Mini Flat    |                   |
| 5e                | Willem Peeters         | Belgique          | Ijsboerke-Colnago      |                   |
| 6e                | Willy In 't Ven        | Belgique          | Bianchi-Campagnolo     |                   |
| 7e                | Franky De Gendt        | Belgique          | Ijsboerke-Colnago      |                   |
| 8e                | Ludo Peeters           | Belgique          | Ijsboerke-Colnago      |                   |
| 9e                | Willy Teirlinck        | Belgique          | Gitane-Campagnolo      |                   |
| 10e               | Geert Malfait          | Belgique          | Frisol-Gazelle-Thirion |                   |
| modifier          |                        |                   |                        |                   |